# NK Osijek
Der NK Osijek ist ein kroatischer Fußballverein aus der slawonischen Stadt Osijek (deutsch Esseg) und spielt derzeit in der ersten kroatischen Fußballliga. Die Bezeichnung Nogometni klub (NK) entspricht dem deutschen Fußballclub (FC) bzw. Fußballklub (FK).

## Geschichte
Im Jahre 1947 unter dem Namen NK Proleter Osijek gegründet, 1961 in NK Slavonija Osijek und 1967 schließlich in NK Osijek umbenannt, stieg der Verein 1977 in die erste jugoslawische Liga auf. Die größten Erfolge in der Zeit Jugoslawiens waren der sechste Platz 1983/84 und das Erreichen des Pokalhalbfinales 1988/89.
In der ersten Saison der neugegründeten 1. HNL wurde 1992 wegen des Kroatienkrieges keines der nominellen Heimspiele in Osijek selbst ausgetragen und dennoch der dritte Platz erreicht. Die erste Teilnahme am UEFA-Pokal gelang 1995/96, der größte Erfolg in der Clubgeschichte war der Pokalsieg in Kroatien in der Saison 1998/99 und (Finalist 2011/12). In der Saison 2000/01 erreichte Osijek im UEFA-Pokal nach Siegen gegen Brøndby IF und Rapid Wien das Achtelfinale.

## Stadien
Der NK Osijek spielte bis 2023 im Stadion Gradski vrt, welches 18.856 Sitzplätze bietet. Es wurde Anfang der 1980er Jahre erbaut. Die kroatische Fußballnationalmannschaft spielte öfters Qualifikationsspiele und Freundschaftsspiele im Gradski vrt. Zur Saison 2023/24 zog der Club in die vereinseigene, neu gebaute Opus Arena mit 13.005 Sitzplätzen um.

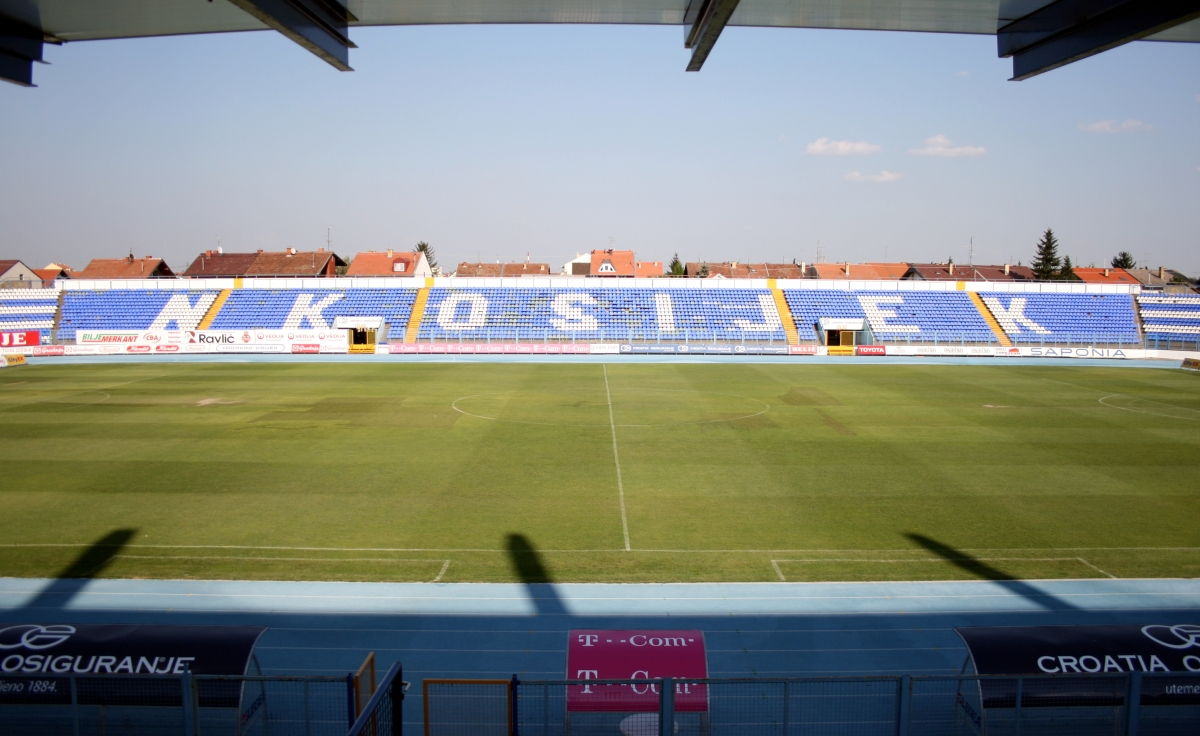
Das Stadion Gradski vrt
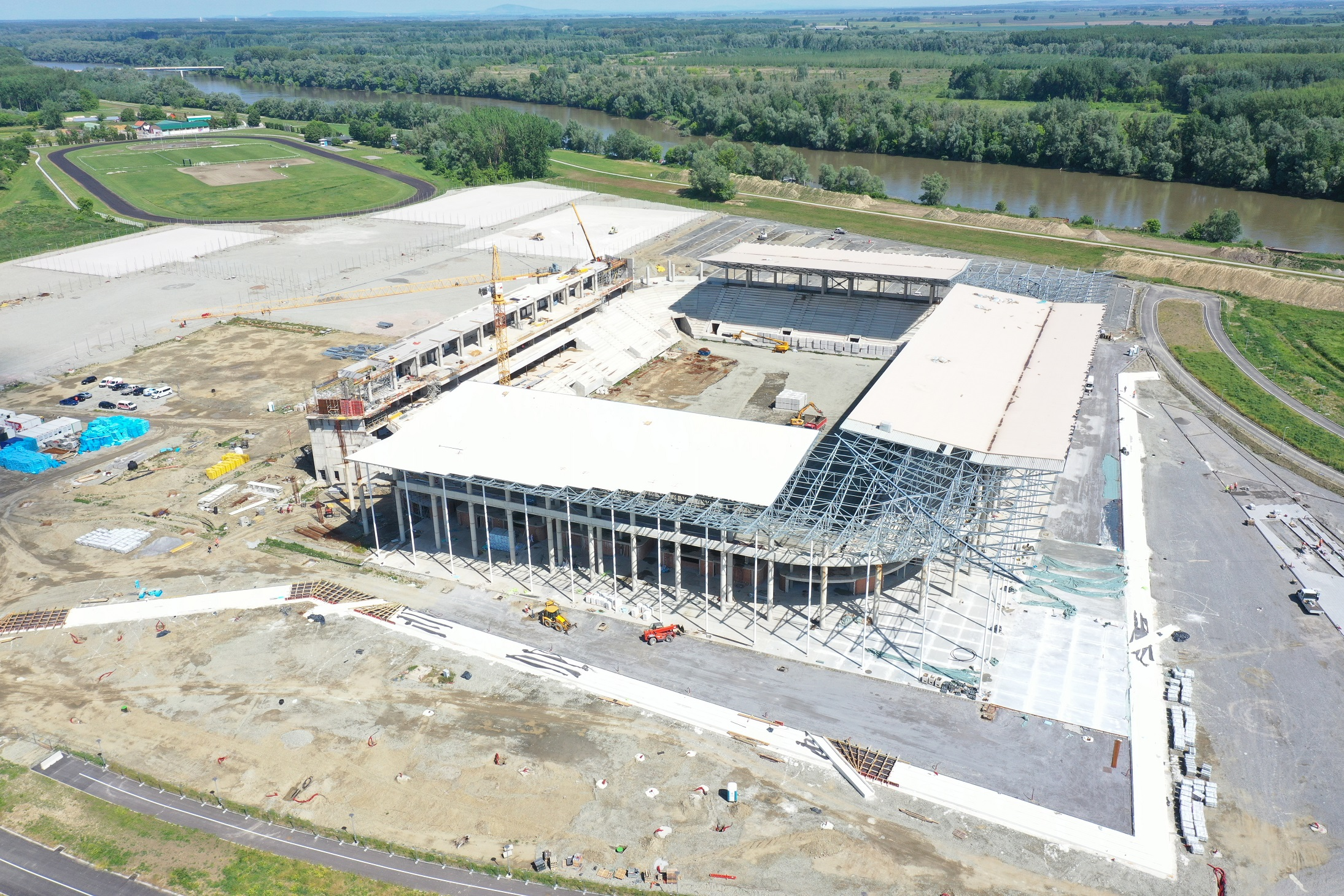
Die Baustelle der Opus Arena im Mai 2022

## Fans
Der Fanclub des NK Osijek trägt den Namen Kohorta. Die Organisation der Fans begann in den 1970ern. Damals hieß der Fanclub „Šokci“. Nach der „Torcida“ (Hajduk Split), den „Bad Blue Boys“ (Dinamo Zagreb) und der Armada (Rijeka) ist „Kohorta“ der viertgrößte Fanclub Kroatiens.

## Spieler
Osijek ist für seine Fußballakademie bekannt. Einige der besten Stürmer Kroatiens begannen ihre Karriere in Osijek. Der bekannteste und erfolgreichste von ihnen war Davor Šuker. Er wurde mit der Nationalmannschaft Torschützenkönig und Dritter bei der WM 1998 in Frankreich. Ebenfalls bekannt sind Goran Vlaović, Igor Cvitanović, Robert Špehar und aktuell Danijel Pranjić. Špehar ist heute noch mit 58 Toren der beste Torschütze in der Clubgeschichte.
- Davor Šuker (Jugend 1982–1984, Spieler 1984–1989)
- Robert Špehar (1988–1992, 1994–1995, 2003–2004)
- Goran Vlaović (1989–1991)
- Nenad Bjelica (1990–1992, 1999–2000)
- Marko Babić (1997–1999, 2011–2012)
- Mario Mijatović (Jugend 19??–1999, Spieler 1999–2002)
- Dumitru Mitu (1996–2002)
- Jurica Vranješ (1997–2000)
- Josip Tadić (Jugend 19??–2004, Spieler 2004–2005)
- Danijel Pranjić (2002–2004)

## Kader der Saison 2024/25
Stand: 16. Juli 2024
| Nr. |                         | Position | Name              |
| --- | ----------------------- | -------- | ----------------- |
| 5   | Armenien                | AB       | Styopa Mkrtchyan  |
| 6   | Kroatien                | MF       | Darko Nejašmić    |
| 7   | Kroatien                | MF       | Vedran Jugović    |
| 8   | Kroatien                | MF       | Kristian Fućak    |
| 13  | Argentinien             | ST       | Ramón Miérez      |
| 15  | Kroatien                | TW       | Marko Barešić     |
| 17  | Kroatien                | AB       | Šime Gržan        |
| 20  | Kroatien                | MF       | Marin Prekodravac |
| 22  | Kroatien                | AB       | Roko Jurišić      |
| 23  | Kroatien                | MF       | Petar Brlek       |
| 24  | Kroatien                | ST       | Filip Živković    |
| 31  | Kroatien                | TW       | Marko Malenica    |
| 34  | Kroatien                | ST       | Anton Matković    |
| 35  | Kroatien                | AB       | Luka Zebec        |
| 36  | Bosnien und Herzegowina | AB       | Nail Omerović     |
| 37  | Kroatien                | ST       | Luka Branšteter   |
| 38  | Kroatien                | TW       | Franko Kolić      |

| Nr. |             | Position | Name             |
| --- | ----------- | -------- | ---------------- |
| 39  | Kroatien    | ST       | Domgagoj Bukvić  |
| 42  | Brasilien   | AB       | Renan Guedes     |
| 44  | Kroatien    | ST       | Kristijan Lovrić |
| 66  | Schweiz     | MF       | Petar Pušić      |
| 98  | Kroatien    | MF       | Šimun Mikolčić   |
|     | Schweiz     | ST       | Kemal Ademi      |
|     | Kroatien    | ST       | Vinko Petković   |
|     | Kroatien    | AB       | Luka Jelenić     |
|     | Niederlande | ST       | Ricuenio Kewal   |
|     | Kroatien    | TW       | Nikola Čavlina   |
|     | Portugal    | AB       | André Duarte     |
|     | Kroatien    | MF       | Marko Soldo      |
|     | Kroatien    | AB       | Ivan Cvijanović  |
|     | Brasilien   | MF       | Pedro Lima       |
|     | Kroatien    | TW       | Tin Sajko        |
|     | Kroatien    | ST       | Ivan Baković     |
|     | Kroatien    | ST       | Ivan Verhas      |

## Trainer
- Milan Đuričić (1996–1999)
- Miroslav Blažević (2002)
- Milan Đuričić (2002–2003)